# Sigríður Beinteinsdóttir
Sigríður Beinteinsdóttir, también conocida como Sigga (Reikiavik, 24 de julio de 1962), es una cantante islandesa. Conocida por su participación representando a su país en tres ediciones del Festival de la Canción de Eurovisión.

## Festival de Eurovisión
Sigríður Beinteinsdóttir ha participado en tres ocasiones en el Festival de Eurovisión, la primera de ellas fue en 1990, cuando junto a Grétar Örvarsson (Reikiavik, 11 de julio de 1959) formó el dúo Stjórnin. El Festival se celebró en Zagreb, allí su canción, "Eitt lag enn", acabó cuarta de 22 canciones.
En 1992 Sigríður Beinteinsdóttir formó parte de "Heart 2 Heart", que representó a Islandia en el Festival de la Canción de Eurovisión 1992, celebrado el 9 de mayo en Malmö, Suecia, con la canción "Nei eða ja". Allí Heart 2 Heart acabó en la 7.ª plaza, con 80 puntos.
La tercera vez que Sigríður Beinteinsdóttir participó en el Festival de Eurovisión lo hizo bajo el nombre de Sigga, esta vez lo hizo como solista con la canción "Nætur" que consiguió el 12.º lugar en el Festival de la Canción de Eurovisión 1994. 
La cuarta aparición de Sigga en Eurovisión fue en el año 2006 como corista de la representante islandesa ese año Silvia Night.

## Discografía
- Desember (1993)
- Sigga (1997)
- Flikk-flakk (1998)
- Fyrir þig (2003)
- Allt eða ekkert (2005)
- Til eru fræ (2007)
- Jólalögin mín (2009)